# 渡辺嘉二郎
渡辺 嘉二郎（わたなべ かじろう、1944年 - ）は日本の工学者。法政大学名誉教授。専門は、計測工学・制御工学。

## 略歴
- 1944年 岩手県北上市出身
- 1967年 法政大学工学部電気工学科 卒業
- 1972年 東京工業大学工学研究科電気工学科 修了 (工学博士:課程)
- 1970年 法政大学工学部研究助手
- 1973年 法政大学工学部専任講師
- 1975年 法政大学工学部助教授
- 1984年 法政大学工学部教授
- 1980年 - 1981年 ミシガン州立オークランド大学客員助教授
- 1981年 - 1982年 テキサス州立テキサス大学オースティン校客員研究員

## 著書
- 自動制御基礎講座-フィードバック制御の特性改善-(共著) （日刊工業新聞社 、1977 ）
- 現代制御工学概論(共著) （オーム社 、1980 ）
- 有限要素法ハンドブック(]G0002[)応用編(共著) （倍風館 、1983 ）
- シーケンス用語辞典(共著) （オーム社 、1983 ）
- システム制御(上)(下)(共著) （マグローヒル 、1983 ）
- 生産システムの異常診断入門 （日刊工業新聞社 、1983 ）
- パーソナルコンピュータによる工学解析入門(共著) （オーム社 、1984 ）
- 図解百科-最新科学技術の常識-(共著) （東洋経済新報社 、1985 ）
- 機械システムのダイナミックス入門(共著) （日本機械学会 、1987 ）
- 制御工学(共著) （サイエンスハウス社 、1988 ）

## 受賞学術賞・栄典
- 機械学会賞 （1982 、国内 ）
- 油空圧機器技術振興財団学術論文懸賞 （1990 、国内 ）
- IEEE-IECON'92最優秀論文賞 （1993 、国外 ）
- 5th International Ground Robotics Competition 1位 （1997 、国外 ）
- 日本設備管理学会論文賞 （1997 、国内 ）
- 瑞宝中綬章（2023年）[1][2]